# Хускивадзе, Николай Ираклиевич
Николай Иванович Хускивадзе (1915 — неизвестно, Маяковский район, Грузинская ССР) — звеньевой колхоза «Комунисакен» Маяковского района, Грузинская ССР. Герой Социалистического Труда (1950).

## Биография
Родился в 1915 году в крестьянской семье в одном из сельских населённых пунктов на территории современной Грузии. После окончания местной школы трудился в сельском хозяйстве. В послевоенное время — звеньевой колхоза «Комунисакен» Маяковского района.
В 1949 году звено под его руководством показало высокий трудовой результат при сборе винограда. Указом Президиума Верховного Совета СССР от 5 сентября 1950 года удостоен звания Героя Социалистического Труда за «получение высоких урожаев винограда в 1949 году» с вручением ордена Ленина и золотой медали «Серп и Молот» (№ 5677).
Этим же указом званием Героя Социалистического Труда был награждён председатель колхоза «Комунисакен» Шалва Окропирович Чумбуридзе.
После выхода на пенсию проживал в Маяковском районе. Дата смерти не установлена.
Награды
- Герой Социалистического Труда
- Орден Ленина
- Медаль «За трудовое отличие» (02.07.1951)